# Тавричанское сельское поселение (Омская область)
Тавричанское се́льское поселе́ние — муниципальное образование в Любинском районе Омской области Российской Федерации.
Административный центр — село Тавричанка.

## История
Статус и границы сельского поселения установлены Законом Омской области от 30 июля 2004 года № 548-ОЗ «О границах и статусе муниципальных образований Омской области».

## Население
| 2010 | 2011 | 2012 | 2013 | 2014 | 2015 | 2016 |
| ---- | ---- | ---- | ---- | ---- | ---- | ---- |
| 672  | →672 | ↗675 | ↗695 | ↗723 | ↗730 | ↘725 |
| 2017 | 2018 | 2019 | 2020 | 2021 | 2023 |      |
| ↘695 | ↗698 | ↗700 | ↘681 | ↘679 | ↘647 |      |

## Состав сельского поселения
| № | Населённый пункт | Тип населённого пункта       | Население |
| - | ---------------- | ---------------------------- | --------- |
| 1 | Быструха         | деревня                      | 146       |
| 2 | Ивановка         | деревня                      | 67        |
| 3 | Пестровка        | деревня                      | 34        |
| 4 | Тавричанка       | село, административный центр | 425       |